# Rudolf Weber-Arena
De Rudolf Weber-Arena (oorspronkelijk de Arena Oberhausen, is een multifunctionele arena in Oberhausen, Duitsland. De arena werd geopend in 1996 en maakt deel uit van het recreatie- en winkelcentrum CentrO. De arena werd gebouwd in Neue Mitte Oberhausen, een voormalige industriële fabriek. In november 2001 kocht König Brauerei, een brouwerij in Duisburg, naamrechten op de arena. In december 2021 werd de naam van de arena veranderd in Rudolf Weber-Arena. Vernoemd naar een schoonmaakbedrijf in Essen, dat de naamrechten heeft overgenomen. De arena wordt vaak gebruikt voor concerten, maar ook voor ander soort voorstellingen.

## Configuratie
De maximale capaciteit van de arena is 12.650, waar de zitplaatsen op twee niveaus zijn gerangschikt. Er zijn ook twee mogelijke theaterconfiguraties met respectievelijk 3.000 en 5.200 capaciteit. 

## Naamgeving
- Arena Oberhausen (12 september 1996 — 31 december 2001)
- König-Pilsener-Arena (1 januari 2002 — december 2021)
- Rudolf Weber-Arena (december 2021 — heden)